# Oberdorf am Hochegg
Oberdorf am Hochegg est une commune autrichienne du district de Südoststeiermark en Styrie.